# Taça Charles Miller
A Taça Charles Miller ou Torneio Charles Miller foi uma competição de futebol organizada pela Federação Paulista de Futebol disputada no Estado de São Paulo no ano de 1954 até o ano 1958. Essa competição pode ser considerada um torneio posterior a antiga Taça Cidade de São Paulo, pois também tinha o objetivo de determinar um campeão dentre os grandes clubes do estado, porém tendo uma significativa diminuição dos clubes participantes, havendo três clubes participantes em cada edição com exceção da edição de 1955 quando foi disputada em caráter internacional.

## Campeões

###### Taça Charles Miller - Taça Prefeitura Municipal de São Paulo
| Ano  | Campeão     | Vice-campeão | 3º Colocado |
| ---- | ----------- | ------------ | ----------- |
| 1954 | Corinthians | São Paulo    | Palmeiras   |
| 1956 | São Paulo   | Palmeiras    | Corinthians |
| 1958 | Corinthians | Santos       | São Paulo   |

###### Torneio Internacional Charles Miller
| Ano  | Campeão     | Vice-campeão | 3º Colocado |
| ---- | ----------- | ------------ | ----------- |
| 1955 | Corinthians | América-RJ   | Flamengo    |